# مرغريفية مايسن
مرغريفية مايسن (بالألمانية: Markgrafschaft Meißen)إمارة القروسطية في الإمبراطورية الرومانية المقدسة في منطقة ولاية ساكسونيا الألمانية الحديثة. خلقت من ماركا غيرونس في عام 965، اندمجت انتخابية ساكسونيا عام 1423.
كانت تسمى في بعض الأحيان مارس من ميسين في مارس آذار تورينغن أو من ولاية تورنغن. عادة، ومع ذلك، كان هذا المصطلح بالنسبة للجزء الشرقي من ماركا مايسن، وهذا هو، في شرق الأرض من إلبه بقدر ما زاله، وهي أرض يسكنها السلاف. سابقا، كان يسمى ب «تخم تورينغن» و «التخم السورابي».